# Mastaba S3503
Le mastaba S3503 est un grand mastaba situé dans la nécropole de Saqqarah en Basse-Égypte. La sépulture a été construite vers 3000 av. J.-C. pendant la Ire dynastie de l’Égypte antique.

## Structure
La structure est fouillée par Walter Bryan Emery et son équipe à Saqqarah dans les années 1950. La superstructure du mastaba mesure quarante-deux mètres de long et seize mètres de large et a été réalisée en briques crues séchées au soleil. L'extérieur est décoré d'une façade, avec neuf niches sur les côtés longs et trois sur chacun des côtés courts. Au sein de la structure se trouvent vingt-trois chambres. Au-dessous du niveau du sol de déploie une grande chambre funéraire au milieu du bâtiment avec quatre chambres latérales. Il y a vingt tombes subsidiaires disposées autour de la structure.

## Contenu
Le tombeau a probablement été pillé dans l'Antiquité. La chambre funéraire a également été pillée, mais contenait encore de nombreux objets à leur emplacement d'origine lors des fouilles, ce qui a permis d'avoir une idée relativement bonne du contenu original.
Au centre de la chambre funéraire se trouve un grand sarcophage dont seules quelques planches de bois ont été trouvées. Il mesure environ 2,7 × 1,8 mètres. Les restes d’un squelette ont également été retrouvés, mais il n’a pas été possible de déterminer s’ils appartenaient à un homme ou à une femme. Sur le côté est du sarcophage se trouvent des bols et des récipients qui constituaient un repas pour le défunt. Sur les murs de la chambre funéraire se trouvent de nombreux récipients en pierre et en céramique, mais aussi les restes d'un coffre. Au nord du sarcophage se trouvent des poteaux probablement destinés à un auvent ou à une tente.

## Occupant
L'identité du seul occupant est inconnue. Emery a suggéré qu'il s'agissait de la reine Meritneith, puisque son nom figurait sur certains objets et que des cylindres scellés avec son nom et celui du roi Djer ont été trouvés dans la tombe. Cette suggestion a depuis été abandonnée, puisque le tombeau de Meritneith a été retrouvé à Abydos. L'occupant du mastaba S3503 reste donc anonyme. D'autres chercheurs ont suggéré un individu nommé Seshemka.